# Capitão Falcão
Capitão Falcão é um filme e minissérie de género comédia de 2015, realizado por João Leitão. Gonçalo Waddington, David Chan Cordeiro e José Pinto interpretam os principais papéis.
A obra estreou nos cinemas a 23 de abril de 2015 e em versão minissérie na RTP1 a 31 de maio de 2016.

## Sinopse
Capitão Falcão conta a história de um patriota super-herói português ao serviço do Estado Novo, na luta contra a "ameaça vermelha". Trata-se de uma comédia sobre a paranoia comunista nos dias do regime fascista em Portugal. A acção do filme passa-se nos anos 60.

## Elenco e personagens

### Principais

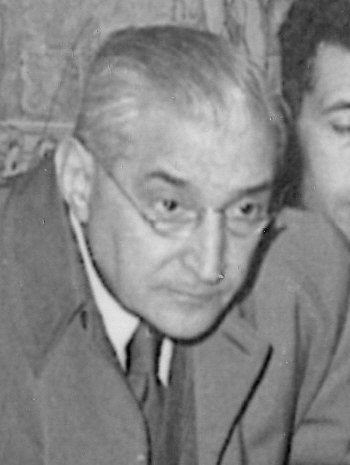
José Pinto interpreta uma versão satirizada de António de Oliveira Salazar (na imagem).

- Gonçalo Waddington, como Capitão Falcão.
- David Chan Cordeiro, como Puto Perdiz.
- José Pinto, como António de Oliveira Salazar.
- Miguel Guilherme, como General Gaivota.
- Tiago Rodrigues, como Agente Rosa.
- Rui Mendes, como Professor Peninha.
- Matamba Joaquim, como Capitão Preto.

### Elenco adicional
- Pedro Borges, como Capitão Vermelho.
- Ricardo Carriço, como Major Alvega
- Pedro Cruzeiro, como Português indefeso.
- António Durães, como D. Afonso Henriques.
- Miguel Frazão, como Capitão Amarelo.
- Nuno Lopes, como Comuninja.
- Carla Maciel, como Esposa Falcão.
- Bruno Nogueira, como Flamingo.
- Pêpê Rapazote, como Jornalista.
- Bruno Salgueiro, como Capitão Rosa.
- Miguel Serra da Silva, como Capitão Azul.
- Luís Vicente, como Lenine, o Transformista Comunista.
- Luís Afonso, como Prisioneiro Gordo.
- Manuel João Vieira, como Prisioneiro Gordo.

## Produção
A ideia de Capitão Falcão surge em 2009. Inicialmente tinha sido pensada para uma série de televisão, com vários episódios. Em 2011, a Individeos produziu um piloto intitulado Capitão Falcão, realizado por João Leitão. Com a duração de 15 minutos, o projeto foi submetido a televisões portuguesas, mas não avançou para a produção de uma série. O episódio piloto foi apresentado na abertura do festival de terror MOTELx de 2011. A popularidade e receção positiva do episódio motivaram a adaptação da história para o cinema.
O filme foi realizado por João Leitão e escrito pelo próprio cineasta a meias com Nuria Leon Bernardo. A obra cinematográfica, que é a primeira longa-metragem do realizador, foi rodada em Santarém e Lisboa, em 2013. Um grupo de duplos que interpretaram as cenas de luta coreografadas, foram supervisionadas por David Chan Cordeiro. A pós-produção estendeu-se por mais um ano, durante 2014, devido aos efeitos especiais e banda sonora, composta por Pedro Marques e gravada pela Orquestra Sinfónica de Praga.
Sendo uma paródia ao Estado Novo, envolvendo fascistas, comunistas e revolucionários, a produção quis apontar a estreia para perto do aniversário da revolução de abril de 1974. Assim, a estreia nos cinemas foi agendada para 23 de abril de 2015, com distribuição da NOS Lusomundo Audiovisuais.

### Possível sequela
Aquando a estreia de Capitão Falcão, o realizador e argumentista João Leitão revelou ter preparado o guião de um segundo filme e planos para um terceiro. No filme, uma cena após os créditos finais apresenta Flamingo, personagem interpretada por Bruno Nogueira e que serviria como vilão na trama da sequela.[carece de fontes?]
João Leitão fez a trilogia depender da recetividade dos espetadores e da receita de bilheteira. No entanto, as receitas do filme não ultrapassaram o orçamento do mesmo, pelo que é improvável que a sequela venha a ser produzida.

## Lista de episódios
O filme conta também com uma versão mais longa editada para a televisão, no formato de minissérie com três episódios, que foi exibida na RTP1 entre os dias 31 de maio e 2 de junho de 2016, a partir das 22h.
| Temp. | Temp.      | Episódios | Transmissão Original  | Transmissão Original  | Dia da semana        | Rating (média dos episódios) |
| Temp. | Temp.      | Episódios | Estreia de Temp.      | Final de Temp.        | Dia da semana        | Rating (média dos episódios) |
| ----- | ---------- | --------- | --------------------- | --------------------- | -------------------- | ---------------------------- |
|       | Piloto     | 1         | 7 de setembro de 2011 | 7 de setembro de 2011 | Quarta-feira         | -                            |
|       | Minissérie | 3         | 31 de maio de 2016    | 2 de junho de 2016    | Terça a Quinta-feira | 2,2%                         |

### Episódio-piloto(2011)
| Título | Argumento   | Realização  | Transmissão Original  | Rating |
| --- | ----------- | ----------- | --------------------- | ------ |
| Episódio-piloto | João Leitão | João Leitão | 7 de setembro de 2011 | -      |
| Capitão Falcão é um famoso super-herói da década de 1960, cujo cancelamento de série de televisão ainda é lamentado por todos os que têm vindo a seguir as suas aventuras, durante décadas, em livros de banda desenhada portuguesa. Ao lado do seu fiel companheiro — Puto Perdiz — ele é a última esperança do nosso país contra as forças do mal que se opõem ao regime de Salazar. |             |             |                       |        |
| |             |             |                       |        |

### Capitão Falcão(2016)
Abaixo, estão listados os episódios de Capitão Falcão, exibidos a partir do dia 31 de maio de 2016:
| Título     | Argumento                         | Realização  | Transmissão Original | Rating |
| ---------- | --------------------------------- | ----------- | -------------------- | ------ |
| Episódio 1 | João Leitão e Núria Leon Bernardo | João Leitão | 31 de maio de 2016   | 3,3%   |
|            |                                   |             |                      |        |
| Episódio 2 | João Leitão e Núria Leon Bernardo | João Leitão | 1 de junho de 2016   | 1,8%   |
|            |                                   |             |                      |        |
| Episódio 3 | João Leitão e Núria Leon Bernardo | João Leitão | 2 de junho de 2016   | 1,6%   |
|            |                                   |             |                      |        |

## Receção

### Audiências
Esta longa-metragem portuguesa foi a produção nacional mais vista no primeiro semestre do seu ano de estreia (27.309 espectadores) e a mais bem-sucedida em resultados brutos na bilheteira (129 000 euros).
Na RTP, o primeiro episódio do filme, uma vez dividido em minissérie, registou uma audiência de cerca de 313.500 espectadores. A estreia de Capitão Falcão obteve assim 3,3% de audiência e 6,7% de share, de acordo com os dados live, divulgados pela GFK. Foi o 5.º programa mais visto da RTP1 no dia em que foi emitido e o 19.º formato mais visto do dia na televisão portuguesa.

### Crítica
| Críticas profissionais         | Críticas profissionais |
| Avaliações da crítica          | Avaliações da crítica  |
| Fonte                          | Avaliação              |
| ------------------------------ | ---------------------- |
| Arte-factos                    | 10 de 10 estrelas.     |
| C7nema                         | 4.5 de 5 estrelas.     |
| Cinema notebook                | 3.5 de 5 estrelas.     |
| Magazine hd                    | 8 de 10 estrelas.      |
| Panda's choice                 | 4.5 de 5 estrelas.     |
| Público (Jorge Mourinha)       | 2 de 5 estrelas.       |
| Público (Luís Miguel Oliveira) | 1 de 5 estrelas.       |

No seio da crítica portuguesa, as opiniões relativamente ao filme foram geralmente favoráveis. José Pedro Lopes (C7nema) descreve-o como uma aposta tanto em comédia visual e física, como no carisma das suas personagens. No mesmo sentido, Tiago J. Ricardo (Panda's choice) argumenta que «a sátira de Capitão Falcão é quase como que uma obra-prima cómica para os Portugueses que com as suas inúmeras referências, no mínimo surpreendentes, traz de novo ao país um género que se viu perdido com a essência das novelas e das séries da televisão». Lúcia Gomes e Edite Queiroz, da webzine Arte-factos, elogiam o argumento, caracterizando-o como «engenhoso, colocando o público português de frente com uma parte incontornável da sua história recente e fazendo-o reflectir sobre alguns dos chavões que lhe terão sobrevivido». No PróximoNível, Sérgio Batista também elogia o argumento e a interpretação de Waddington no papel do protagonista. Catarina Oliveira (Magazine hd) encara o filme como «uma espécie de blockbuster, acessível em género e em tema, que resplandece criatividade».
Com uma opinião mais mediana, Carlos M. Reis (Cinema notebook) destaca uma «ambivalência ao nível da direção de atores: se Gonçalo Waddington e José Pinto dominam de forma majestosa o overacting requisitado, já outros — Rui Mendes e Matamba Joaquim, principalmente — falham rotundamente nessa vertente de interpretação». Cátia Alexandre, em Porque gostamos de cinema, concorda que «não é um filme perfeito, mas é sem dúvida algo refrescante e muito criativo».
Jorge Mourinha e Luís Miguel Oliveira, ambos cronistas do Público, apresentam pontos de vista menos positivos. O primeiro defende que o facto de a longa-metragem ter sido «esticada despropositadamente a quase duas horas», faz com que apresente problemas de ritmo cómico. Luís Miguel Oliveira, é mais critico, defendendo que a adaptação da história do género televisivo para o cinematográfico não foi concretizada: «não tem estrutura, não tem mise en scène, não tem sentido de tempo nem de espaço, é só um conjunto de “gags” (alguns fazem rir e não é essa a questão)».

### Prémios e nomeações
| Ano  | Prémio/Premiação                 | Categoria                 | Indicado(s)                                | Resultado |
| ---- | -------------------------------- | ------------------------- | ------------------------------------------ | --------- |
| 2015 | XXI Caminhos do Cinema Português | Melhor guarda roupa       | Isabel Quadros                             | Vencedor  |
| 2016 | Prémios Novos 2016               | Entretenimento            | João Leitão e Nuria Leon Bernardo          | Vencedor  |
| 2016 | Prémios Sophia                   | Melhor argumento original | João Leitão e Nuria Leon Bernardo          | Vencedor  |
| 2016 | Prémios Sophia                   | Melhor música             | Pedro Marques                              | Vencedor  |
| 2016 | Prémios Sophia                   | Melhor direção artística  | Nuno Tomáz, Mário Melo Costa e João Leitão | Vencedor  |
| 2016 | Prémios Sophia                   | Melhor guarda roupa       | Isabel Quadros                             | Vencedor  |
| 2016 | Prémios Sophia                   | Melhor caracterização     | Raquel Laranjo                             | Vencedor  |
| 2016 | Prémios Sophia                   | Melhor ator secundário    | José Pinto                                 | Vencedor  |
| 2016 | Prémios Sophia                   | Melhor ator               | Gonçalo Waddington                         | Nomeação  |
| 2016 | Prémios Sophia                   | Melhor ator secundário    | David Chan Cordeiro                        | Nomeação  |
| 2016 | Prémios Sophia                   | Melhor montagem           | Mário Melo Costa                           | Nomeação  |
| 2016 | Prémios Sophia                   | Melhor som                | Hugo Leitão                                | Nomeação  |

## Merchandising
Logo após o lançamento do filme, acessórios foram disponibilizados para venda. O merchandising era um póster do filme, de 68 x 98 cm, e uma t-shirt com a gravura do protagonista e a legenda "Cuidado com o Falcão".

### DVD
O dia 25 de novembro de 2015 marcaria o lançamento da edição limitada Blu-ray e DVD do filme.
| Especificações (Blu-ray) | Especificações (DVD) | Conteúdos-extra   | Data de Lançamento             |
| --- | --- | ----------------- | ------------------------------ |
| - 1 disco - Vídeo: 1080p Alta Definição 2.35:1 16:9 - Áudio: Português DTS-HD 5.1 / Dolby Digital 2.0 - Legendas: Português, Inglês, Francês, Espanhol | - 1 disco - Vídeo: Widescreen 2.35:1 anamórfico 16:9 - Áudio: Português Dolby Digital 5.1 - Legendas: Português, Inglês, Francês, Espanhol | - Episódio Piloto | Zona 2: 21 de novembro de 2015 |